# Trạm Trôi
Trạm Trôi (thường gọi tắt là Trôi) là thị trấn huyện lỵ của huyện Hoài Đức, thành phố Hà Nội, Việt Nam.

## Địa lý
Thị trấn Trạm Trôi nằm ở phía bắc huyện Hoài Đức, có vị trí địa lý:
- Phía đông giáp xã Kim Chung
- Phía tây giáp xã Đức Thượng
- Phía nam giáp xã Đức Giang
- Phía bắc giáp xã Tân Lập, huyện Đan Phượng.

Thị trấn Trạm Trôi có diện tích 122,4 ha, có quốc lộ 32 chạy qua.

## Lịch sử
Thị trấn Trạm Trôi được thành lập vào ngày 23/6/1994 theo nghị định số 52/CP của Chính phủ trên cơ sở tách thôn Giang Xá của xã Đức Giang.

## Đường phố
- Đường Vạn Xuân
- Tỉnh lộ 422 (Đường 79 cũ)